# Колд-Спринг (Нью-Йорк)
Колд-Спринг (англ. Cold Spring) ― деревня в составе города Филипстаун в округе Патнам, штат Нью-Йорк, США. По данным переписи 2020 года, численность населения составляла 1986 человек. Она граничит с небольшой деревней Нельсонвилл и деревушками Гаррисон и Норт-Хайлендс. Центральная часть деревни внесена в Национальный реестр исторических мест США как исторический район Колд-Спринг благодаря многочисленным хорошо сохранившимся зданиям 19 века, построенным для размещения рабочих близлежащего литейного завода Вест-Пойнт (который сегодня сам по себе является историческим местом). Город является родиной генерала Уоррена Говернора, который был важной фигурой в армии Союза во время гражданской войны. Деревня расположена на Гудзонском нагорье, в самом глубоком месте реки Гудзон, прямо напротив Вест-Пойнта. Колд-Спринг служит местом отдыха на выходные для многих жителей Нью-Йорка.
Пригородное сообщение с Нью-Йорком осуществляется с железнодорожного вокзала Колд-Спринг, обслуживаемого компанией Metro-North Railroad. Поездка на поезде занимает примерно один час, а до Центрального железнодорожного вокзала ― десять минут.